# Lachlan Macquarie
Pour les articles homonymes, voir Macquarie.
Lachlan Macquarie, né le 31 janvier 1762 à Ulva (Écosse) et mort le 1er juillet 1824 à Londres, est un général de division britannique, administrateur colonial, et gouverneur de la Nouvelle-Galles du Sud de 1810 à 1821. Il succéda à William Bligh et fut remplacé par Thomas Brisbane.

## Biographie

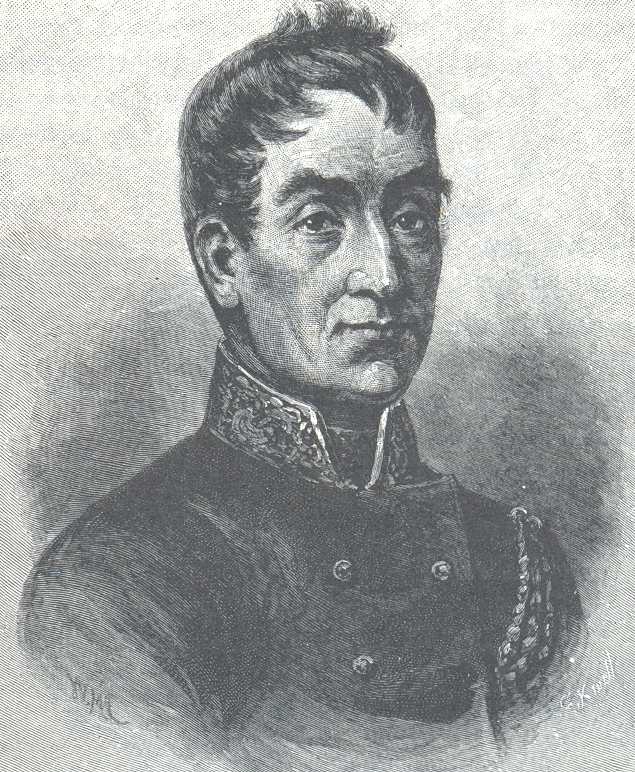
Lachlan Macquarie

Il joue un rôle décisif dans le développement économique et social et architectural de cette ancienne colonie britannique. Les historiens lui attribuent un grand rôle dans la transformation de cette colonie pénitentiaire en une nouvelle base de peuplement civil.
Il décide que les bagnards ayant terminé leur peine, devaient être réintégrés dans la société au rang qui était le leur avant leur condamnation. De grands édifices publics sont construits par l'architecte Francis Greenway. Il pose la première pierre de la première cathédrale Sainte-Marie de Sydney  en 1821 et il prévoit de construire une vaste cathédrale anglicane à l'emplacement actuel de la cathédrale anglicane de Saint Andrew. La politique du gouverneur Macquarie vis-à-vis des Aborigènes montre sa conscience humanitaire : il fait aménager une école pour leurs enfants; un village et une ferme indigène pour la tribu habitant Sydney et organise une réunion annuelle pour eux à Parramatta. Il accorde des Ordres du mérite à leurs chefs, mais quand les indigènes montrent des signes d'hostilité, il organise un commando militaire pour les châtier.

## Hommages
De très nombreuses villes, lacs, îles portent son nom ou prénom. On citera parmi les plus connues:
- l'île Macquarie entre la Tasmanie et l'Antarctique
- le lac Macquarie, lac côtier de Nouvelle Galles du Sud entre Sydney et Newcastle,
- la rivière Macquarie, une rivière continentale de Nouvelle Galles du Sud traversant Bathurst, Wellington, Dubbo et Warren avant d'entrer dans les marais Macquarie et la rivière Barwon.
- la rivière Lachlan, un autre cours d'eau important de Nouvelle-Galles du Sud.
- Port Macquarie, une ville à l'embouchure du fleuve Hastings sur la côte nord de la Nouvelle Galles du Sud.

## Autres
Dans l'album de Blake et Mortimer, L'étrange rendez-vous, l'ancêtre de Mortimer s'appelle Lachlan Macquarrie (avec deux -r) et porte le grade de Major de l'Armée Britannique.